# Cementerio Morumbi
El Cementerio Morumbi (en portugués Cemitério do Morumbi) es un cementerio localizado en el Distrito de Morumbi, en la ciudad de São Paulo, Brasil.
Fue fundado por Dr. José Gustavo Macedo Soares Busch. Es un cementerio jardín, inspirado en la arquitectura estadounidense, lo que fue una innovación para la época ya que por ese entonces solo existían cementerios de construcción de lápidas en la ciudad.
El cementerio es considerado el primer "Cementerio Parque de América del Sur"

## Infraestructura

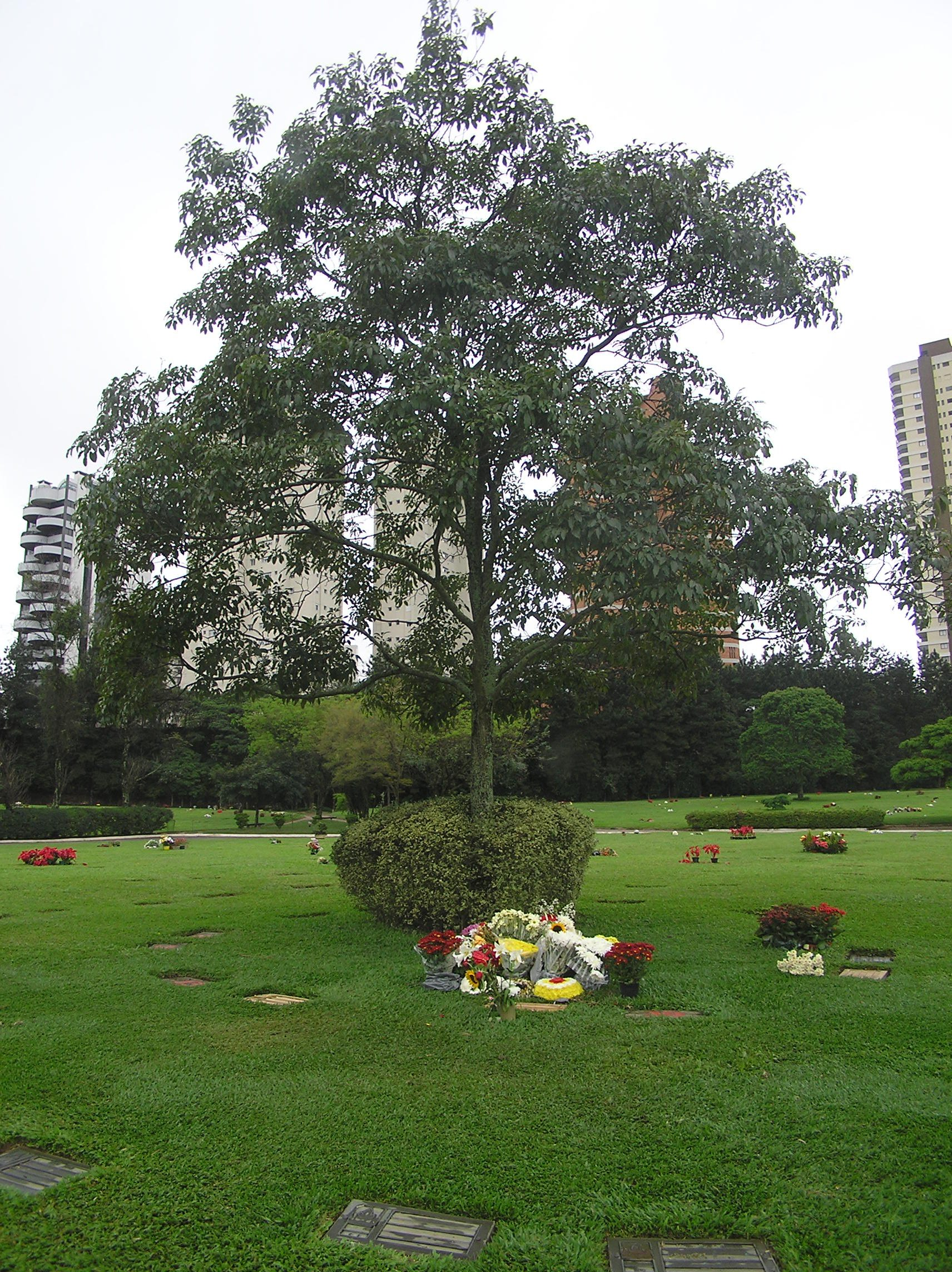
Cementerio de Morumbi,

Este cementerio posee una arquitectura y diseño innovador, donde dispone de siete salas para velatorios con aire acondicionado frío/calor, salas de estar y de recepción. Y, de una Capilla Ecuménica, cafetería, floricultura, auxilio de salud disponible las 24 h; estacionamiento interno y externo, con acceso total a las dependencias para personas con discapacidad física.

## Personalidades sepultadas[7]
- Elis Regina (1945-1982), una de las más importantes cantoras de Brasil.[8]
- Ada Rogato (1910-1986), pionera de la aviación y del paracaidismo.[9]
- Altemar Dutra (1940-1984) cantautor[8]
- Ayrton Senna (1960-1994), piloto de Fórmula 1, muerto en un siniestro automovilístico.[8]
- Consuelo Leandro; actriz y humorista.
- Ronald Golias; humorista, célebre por el personaje Bronco en el programa Família Trapo.
- Clodovil Hernandes, estilista, presentador y diputado federal.
- Yara Lins (1930-2004), actriz y primer rostro en aparecer en la televisión brasileña.[10]